# The Elders
The Elders — американская фолк-рок-группа из Канзас-Сити, Миссури.
Эта группа выпустила пять студийных альбомов — «The Elders», «Pass It on Down», «American Wake», «Racing the Tide», «Gael Day», три концертных альбома — «The Best Crowd We Ever Had», «Live at the Gem», «Alive and Live in Ireland», и один сборник — «The Best of The Elders Volume 1».

## Состав

### Текущие участники
- Йэн Бирн — вокал, бойран, перкуссия
- Норм Дейлор — бас-гитара, банджо, гитара, вокал
- Брент Ход — скрипка, мандолина, клавишные, вокал
- Джо Миквелон — клавишные
- Стив Филлипс — гитара, мандолина, вокал
- Томми Сатерлэнд — ударные, перкуссия

### Бывшие участники
- Майкл Блисс — вокал, бас-гитара
- Томми Двайер (англ. Tommy Dwyer) — ударные
- Рэнди Рига — аккордеон
- Бретт Гибсон — аккордеон

## История
Группа «The Elders» была образована в Канзасе, в 1998 году. Её основателями были харизматичный Йэн Бирн, уроженец графства Уиклоу, Ирландия, а также американцы Норм Дейлор, Брент Ход, Стив Филлипс и Бретт Гибсон. Стив Филлипс раньше был в составе канзасской группы англ. The Rainmakers(band). Сам Бирн определял стиль своей будущей группы как «что-то вроде альтернативного рода с ирландским влиянием»
Первый альбом был выпущен ими в 2000 году на собственном лейбле Pub Tone. В августе 2002 года к группе вместо Томми Двайера присоединился ударник Томми Сатерлэнд. С момента записи альбома «Racing the Tide» в группе участвует Джо Миквелон.
Группа была хэдлайнером многих фестивалей в таких городах, как Филадельфия, Нью-Йорк, Чикаго и Денвер. Песни «The Elders» находятся в ротации более 120 радиостанций.

## Дискография
- The Elders[англ.] (2000)
- Pass It on Down[англ.] (2002)
- American Wake[англ.] (2004)
- The Best Crowd We Ever Had[англ.] (2004)
- Live at the Gem[англ.] (2005)
- Racing the Tide[англ.] (2006)
- Alive and Live in Ireland (2007)
- Gael Day (2009)
- The Best of The Elders Volume 1 (2010)

## Отзывы критиков
«The Elders» — просто лучшая из современных ирландских групп в Америке! Да что там, они просто ВЕЛИКАЯ группа!! Послушайте их вживую и вы поймёте, почему у них столько поклонников везде, где они выступали."
Оригинальный текст (англ.)"The Elders are simply the best contemporary Irish band in America! Beyond that, they are simply just a GREAT band!! See them live and you’ll understand why they have such a following everywhere they’ve played."
— Doug Clifton, Program Director: KCUV radio in Denver

«Музыка „The Elders“ далека от обычной. Высокое качество музыки и текста их песен будет держаться в вашей голове ещё долго после того, как последний трек проиграет.»
Оригинальный текст (англ.)"The Elders music is far from common. the lyrical and musical excellence of their songs will stick in your mind long after the final track has played."
— GOLDMINE Magazine

«Ключ группы к успеху — в их способности писать оригинальные песни, которые звучат так же вечно и оригинально, как и старинные джиги и барабаны, которые вдохновляют их.»
Оригинальный текст (англ.)"The key to the band's success is their ability to write original songs that sound as timeless and authentic as the ancient jigs and reels that have inspired them."
— PASTE Magazine

«The Elders» обладают удивительным и подлинным ирландским звуком."
Оригинальный текст (англ.)"The Elders possess a wondrous and authentic Irish sound."
— DISCOVERIES/ Krause Publication

«Твёрдые 11.5 на 'бесшабашном' конце шкалы от 1 до 10.»
Оригинальный текст (англ.)"A solid 11.5 on the 'rollicking' end of a scale from 1 to 10."
— The Humm / Almonte, ONTARIO